# Криничка (пам'ятка природи, Антоніни)
Крини́чка — гідрологічна пам'ятка природи місцевого значення в Україні. Об'єкт природно-заповідного фонду Хмельницької області.
Розташована в межах Хмельницького району Хмельницької області, при східній околиці смт Антоніни.
Площа 0,01 га. Статус присвоєно згідно з рішенням 9 сесії обласної ради від 11.07.2007 року № 23-9/2007. Перебуває у віданні: Антонінська селищна рада.
Статус присвоєно для збереження природного джерела, вода якого збагачена мінералами і сірководнем. Джерело розташоване на березі річки Ікопоть, поряд з Антонінським парком.

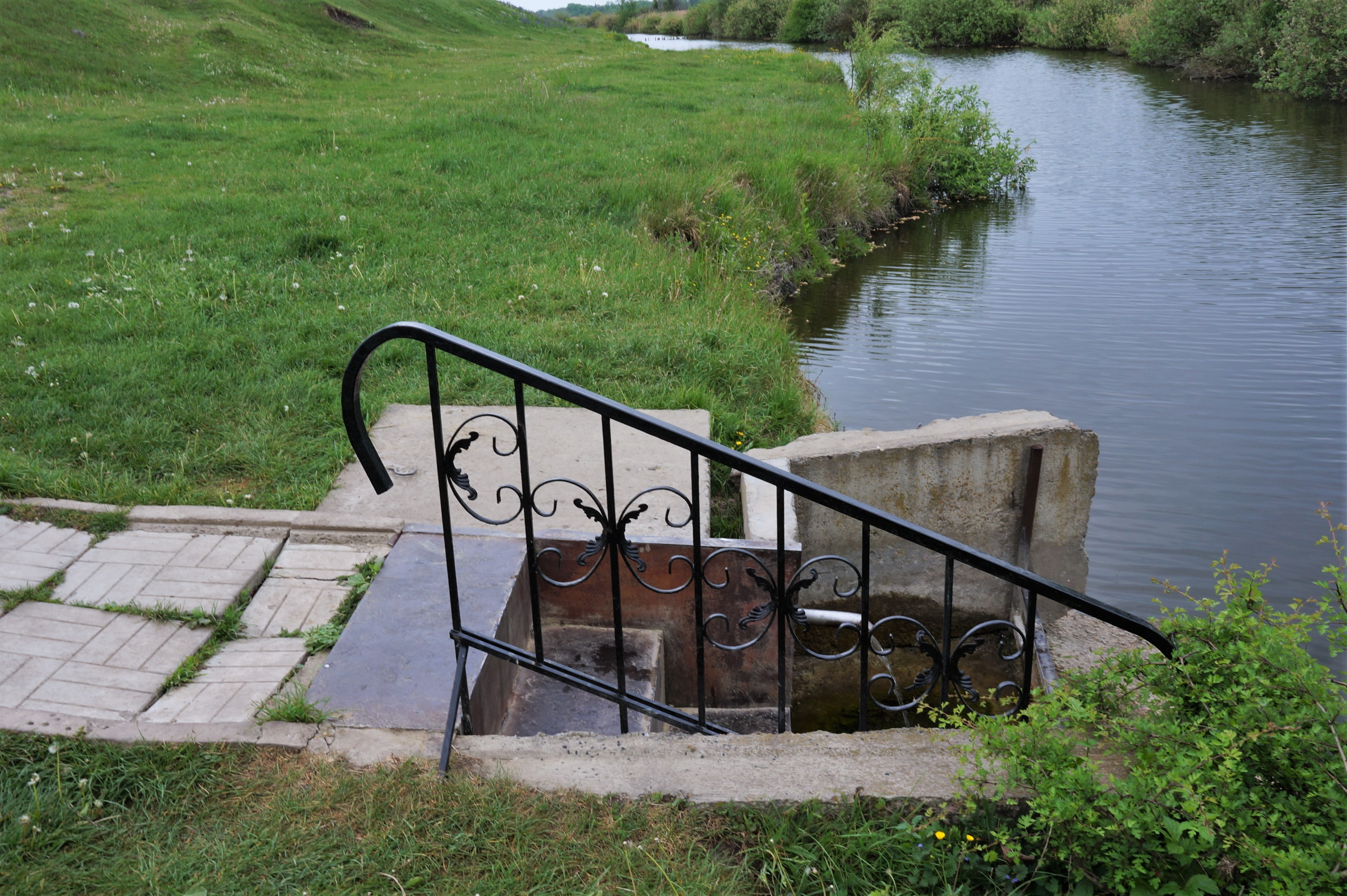